# 奇力 XR-8
Kellett XR-8(後來重新命名XH-8)是一款由奇力於二戰期間為研究雙旋翼而製造的直升機。在實現這一目標的同時，它也展現了此設計的問題。

## 發展
隨著沃特-西科斯基 VS-300的成功，使美國陸軍航空軍更傾向於直升機而不是自轉旋翼機。意識到這一點後，奇力於1942年11月11日向美國陸軍航空軍提出了開發雙旋翼直升機的提案，該直升機將消除對尾槳的需求以及隨之而來的動力損失。該提案最初在理論基礎上受到質疑，後來根據陸軍實驗工程部門對模型進行的測試進行了重新審查，並於次年1月7日接受該提案。 隨後在9月11日簽訂了一份價值近1,000,000美元的合同，用於建造兩架原型機，包含奇力提案中包含的三葉片旋翼以及雙旋翼系統各一架。
該機具有粗短的蛋形機身，帶有單一尾翼和三輪起落架。兩個座椅並排封閉在大面積玻璃機頭後面，兩個旋翼相互嚙合，偏移12.5°。 機身結構為鋼管，蒙皮由金屬板和織物製成，旋翼葉片由膠合板條肋骨和附著在鋼管上的蒙皮製成。相互嚙合的旋翼很快就為它贏得了“打蛋器”的綽號。
XR-8於1944年8月7日首飛，由奇力首席試飛員 Dave Driskill駕駛。隨後發現該機缺乏方向穩定性，並透過添加兩個額外的尾翼來修正。9月7日發現了一個更嚴重的問題，當時發現飛機在飛行時每個旋翼的葉片發生了碰撞。因此，航空軍命令奇力為XR-8 設計一種新型剛性旋翼系統。
同時，從1945年3月開始，雙旋翼系統的第二架原型機XR-8A進行了試驗。該機立即因為嚴重且難以解決的振動而放棄。同樣，很明顯，剛性旋翼系統的XR-8B將需要對飛機進行大範為重新設計，最終該計畫也被放棄了。
1946年1月23日，單旋翼的XR-8接受了服役試驗。然而，該計劃幾乎立即被取消，原型機最終被移交給美國國家航空太空博物館。 2022年，它被轉移到美國空軍國家博物館進行修復。

## 型號
- XR-8 –最初版本，共1架
- XR-8A –雙旋翼的版本，共1架
- XR-8B – 剛性旋翼系統的版本，僅存於圖紙

### 書籍
- Allen, Francis. . Air Enthusiast. No. 111. May–June 2004: 26–30. ISSN 0143-5450.
- Lambermont, Paul Marcel. . 1958.
- Simpson, R. W. . Ramsbury: Airlife Publishing. 1998: 225.
- Taylor, Michael J. H. . London: Studio Editions. 1989: 558.